# Delbrück
Delbrück è una città di 32 266 abitanti della Renania Settentrionale-Vestfalia, in Germania.
Appartiene al distretto governativo (Regierungsbezirk) di Detmold ed al circondario (Kreis) di Paderborn (targa PB).
Delbrück si fregia del titolo di "Media città di circondario" (Mittlere kreisangehörige Stadt).

## Suddivisione amministrativa[4]
Delbrück si divide in 10 zone (Stadtteil), corrispondenti all'area urbana e a 9 frazioni:

- Delbrück (area urbana)
- Anreppen
- Bentfeld
- Boke
- Hagen, con le località:
  - Nordhagen
  - Südhagen
- Lippling
- Ostenland
- Schöning
- Steinhorst
- Westenholz

## Amministrazione

### Gemellaggi
- Roncq, dal 1991

La frazione di Boke è gemellata con:
- Quérénaing, dal 1990

La frazione di Westenholz è gemellata con:
- Budakeszi, dal 1996

Fonte: